# 2829 Бобгоуп
2829 Бобгоуп (2829 Bobhope) — астероїд головного поясу, відкритий 9 серпня 1948 року.
Тіссеранів параметр щодо Юпітера — 3,151.